# Julián Guevara
Sneyder Julián Guevara Muñoz (Cali, 4 maggio 1992) è un calciatore colombiano, centrocampista dell'Arema.